# Theclopsis lydus
Espèce
Theclopsis lydus est une espèce d'insectes lépidoptères (papillons) de la famille des Lycaenidae, sous-famille des Theclinae, tribu des Eumaeini.

## Dénomination

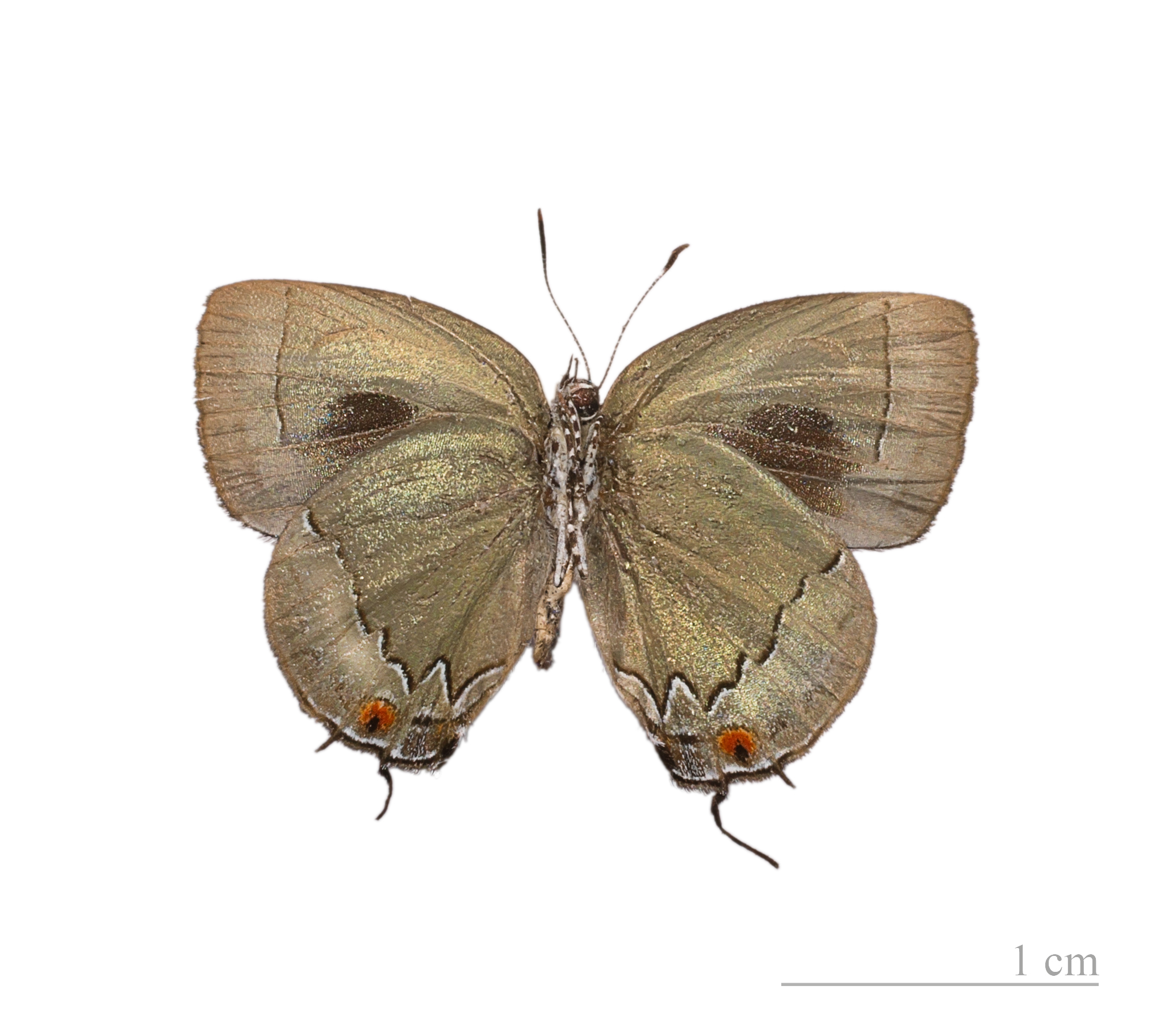
Theclopsis lydus♂△ - Muséum de Toulouse

- L'espèce a été décrite initialement par le Néerlandais Pieter Cramer en 1777 sous le nom de Papilio eryx; la description qui est retenue est celle de l'entomologiste allemand Hübner en 1819[1], qui a donné le nom de Bithys lydus; reclassé Theclopsis lydus par Godman et Salvin, en 1887.

### Synonymie
- Papilio eryx (Cramer, 1777)
- Bithys lydus (Hübner, 1819)
- Papilio ingae (Sepp, 1832)
- Thecla lebena (Hewitson, 1868)[2]
- Thecla curtira (Schaus, 1902)[3]
- Theclopsis eryx occidentalis (Lathy, 1926)

## Répartition
- Surinam, Guyane, Vénézuela, Équateur, Pérou, Bolivie, Brésil.